# Белое казачество на Балканах
Белое казачество на Балканах — военнослужащие казачьих войск и члены их семей, которые в ходе Гражданской войны в России и после неё разместились в странах Балканского полуострова.

## Эмиграция и переселение на Балканы

### Ситуация до массового переселения

Русские войска Особой бригады прибывают в Салоники

Эвакуация белых из Крыма явилась последним и наиболее массовым исходом населения с Юга России. Она завершила почти двухлетний организованный процесс эмиграции из России значительного числа людей. В ходе трёх крупных волн переселения и сложилась русская группа эмигрантов на Балканах, значительную часть которой составило казачество. Этот процесс начался в апреле 1919 года после поражения и отступления войск французских интервентов, которые вместе с антибольшевистскими русскими армиями сражались против большевиков во время Гражданской войны. Вторая волна эмигрантов появилась на Балканах менее года спустя, в течение января-марта 1920 года, после поражения Вооружённых сил Юга России под командованием А. И. Деникина. Третья волна миграции последовала после поражения Русской армии барона П. Н. Врангеля и эвакуации крымских портов в ноябре 1920 года. Все остальные движения беженцев на Балканах представляли собой только внутренние миграции. Однако и после этого времени мелкие группы русских эмигрантов попадали в балканские страны, но уже нельзя отнести к организованным массовым волнам.
И до весны 1919 года на территории Балканского полуострова проживали граждане России. В их числе:
- Военнослужащих Русской императорской армии. Среди них было и немало казаков.
- Бывших дипломатов Российской империи. Именно на их плечи легла тяжесть защиты интересов беженцев перед правительствами балканских стран.
- Русских солдат, воевавших на Салоникском и Румынском фронтах.
- Единичных беженцев, покинувших Россию после событий октября 1917 года.

Точная численность представителей всех четырех групп неизвестна. Большинство из них после Гражданской войны вернулось на родину, часть переселилась в другие европейские страны. В 1918 году на территории Королевства СХС их было примерно 4000–5000 человек. Однако потом жить в королевстве осталась только небольшая их часть, поэтому говорить об образовании в этой стране полноценной русской диаспоры не приходится. Этому было несколько причин. Во-первых, многие бывшие военнопленные после окончания Первой мировой войны вернулись в Россию. Во-вторых, после революции и Гражданской войны те, кто решил эмигрировать из России, предпочитали оседать в более стабильных, богатых и экономически развитых странах Европы и США. Образованное же в декабре 1918 года Королевство Сербов, Хорватов и Словенцев не имело высокого уровня жизни, и эмигранты покидали его в поисках лучшей жизни в Западной Европе и Северной Америке.

### Первая волна переселенцев

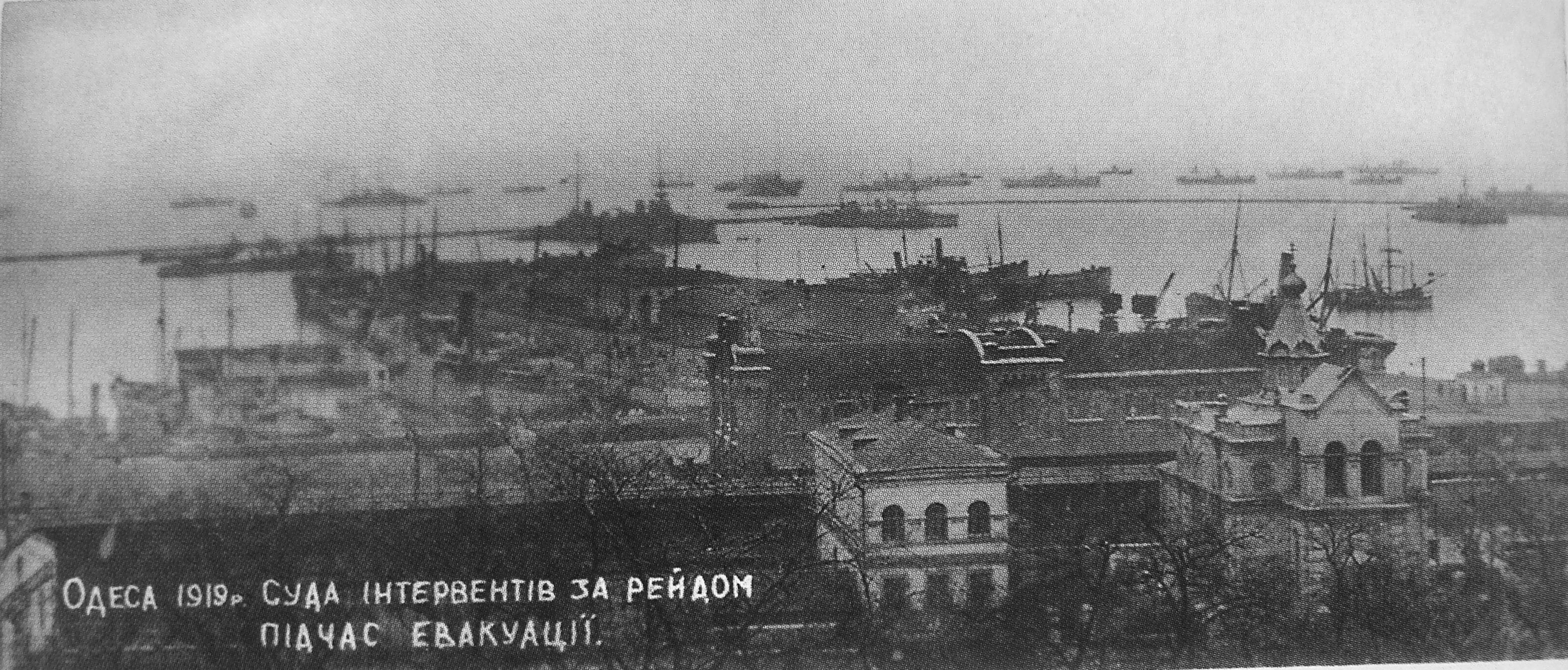
Суда на рейде и в Одесском порту в дни эвакуации

Массовое переселение из России началось еще до эвакуации армии Врангеля. Первая крупная группа беженцев численностью от 15 до 20 тысяч человек покинула Россию в период эвакуации Одессы в апреле 1919 года. Причиной этого стал провал французской интервенции на юге, начавшейся 19 декабря 1918 года. Гражданских и военных лиц, которые не хотели оставаться в Одессе, французское командование эвакуировало по трем направлениям: в Новороссийск к Деникину, в порт Констанцу (Румыния) и в Константинополь. В Константинополь прибыло несколько тысяч человек. 
Часть из отправленных на Балканы осенью 1919 года переселилась в Королевство СХС и Болгарию (1600 и 1000 человек соответственно). По мнению сербского исследователя Мирослава Йовановича, эту группу переселенцев характеризовало высокое миграционное движение. В начале 1920-х годов из них только несколько сотен оставались на Балканах.

### Вторая волна переселенцев

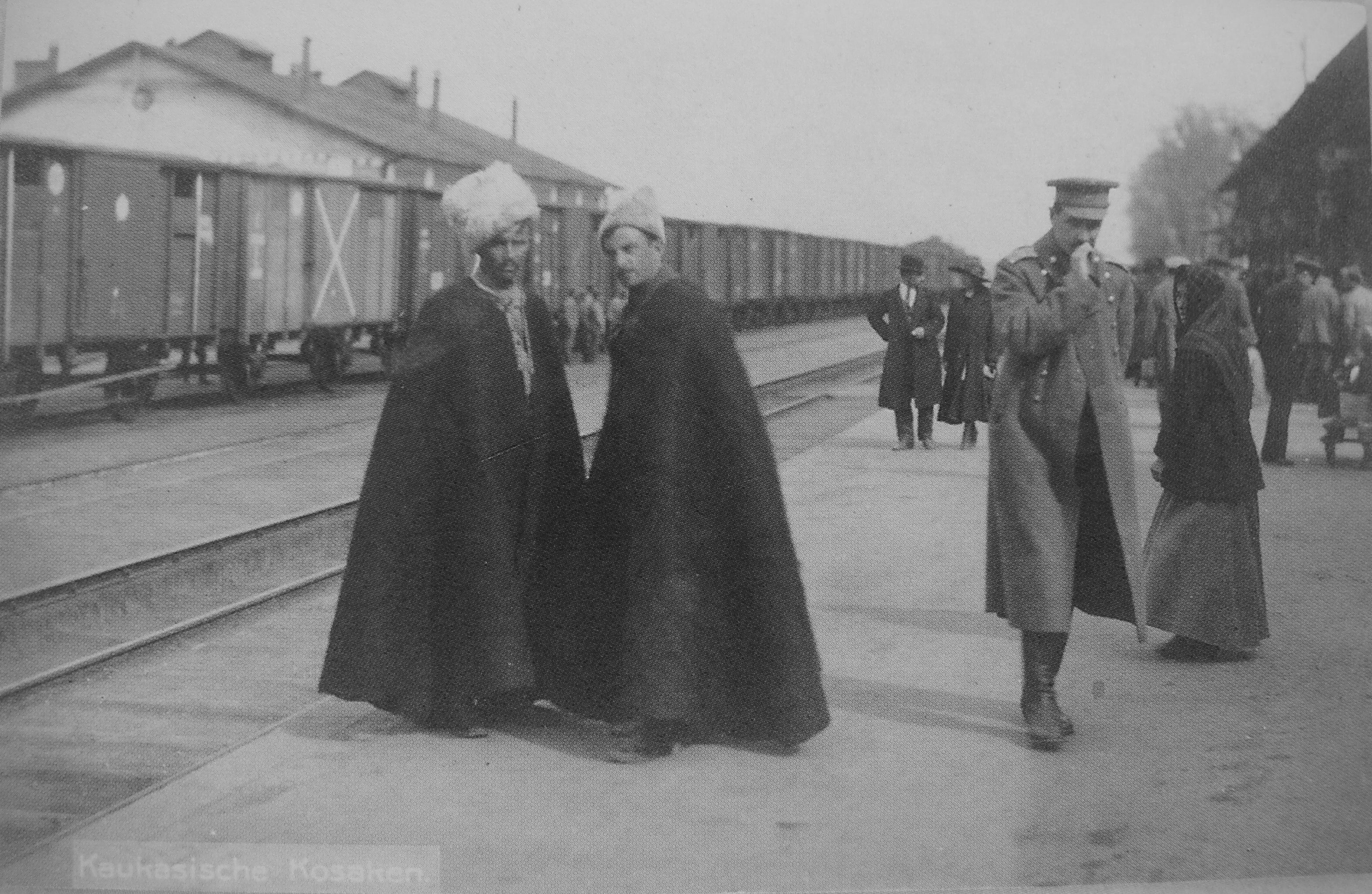
На перроне одесского железнодорожного вокзала. Офицер Добровольческой армии и казаки

7 февраля 1920 года началась эвакуация добровольческой армии Деникина. Её части были эвакуированы как из Новороссийска, так и из других городов, в том числе из Одессы. В январе 1920 года правительства Королевства СХС и Болгарии дали согласие на размещение у себя беженцев с юга России. 24 января белградское правительство постановило принять 8 тысяч беженцев. 9 февраля аналогичное решение приняли власти Болгарии. Королевство СХС учредило специальный Государственный комитет, а в Болгарии был создан Русско-болгарский культурно-благотворительный комитет, который возглавил митрополит Стефан.
Переброска людей началась сразу же после принятия политических решений. В январе через порт Варну в Болгарию было эвакуировано 25 000 человек, среди них и воспитанники Донского кадетского корпуса. Первые группы из этой переселенческой волны появились в Югославии в конце января. Они перебрасывались через греческий порт Салоники, а затем поездами через Гевгели.
Также беженцев направляли в Константинополь и на острова Средиземноморья — Лемнос, Кипр, Принцевы острова. Группа беженцев численностью в 6 000 человек была размещена в британских военных лагерях в Египте.
Следующим этапом спасения армии Деникина стала эвакуация Новороссийска 26-27 марта 1920 года. Как и в предыдущие два месяца, беженцев эвакуировали в тех же направлениях: в Югославию, Болгарию и в Константинополь, часть людей разместили на островах Средиземноморья и в Египте. При этом основную часть войск переправили в Крым для пополнения сил Врангеля. Из этой волны вплоть до лета 1920 года в Югославию переправилось от 7 000 до 8 000 человек.

### Эвакуация Крыма

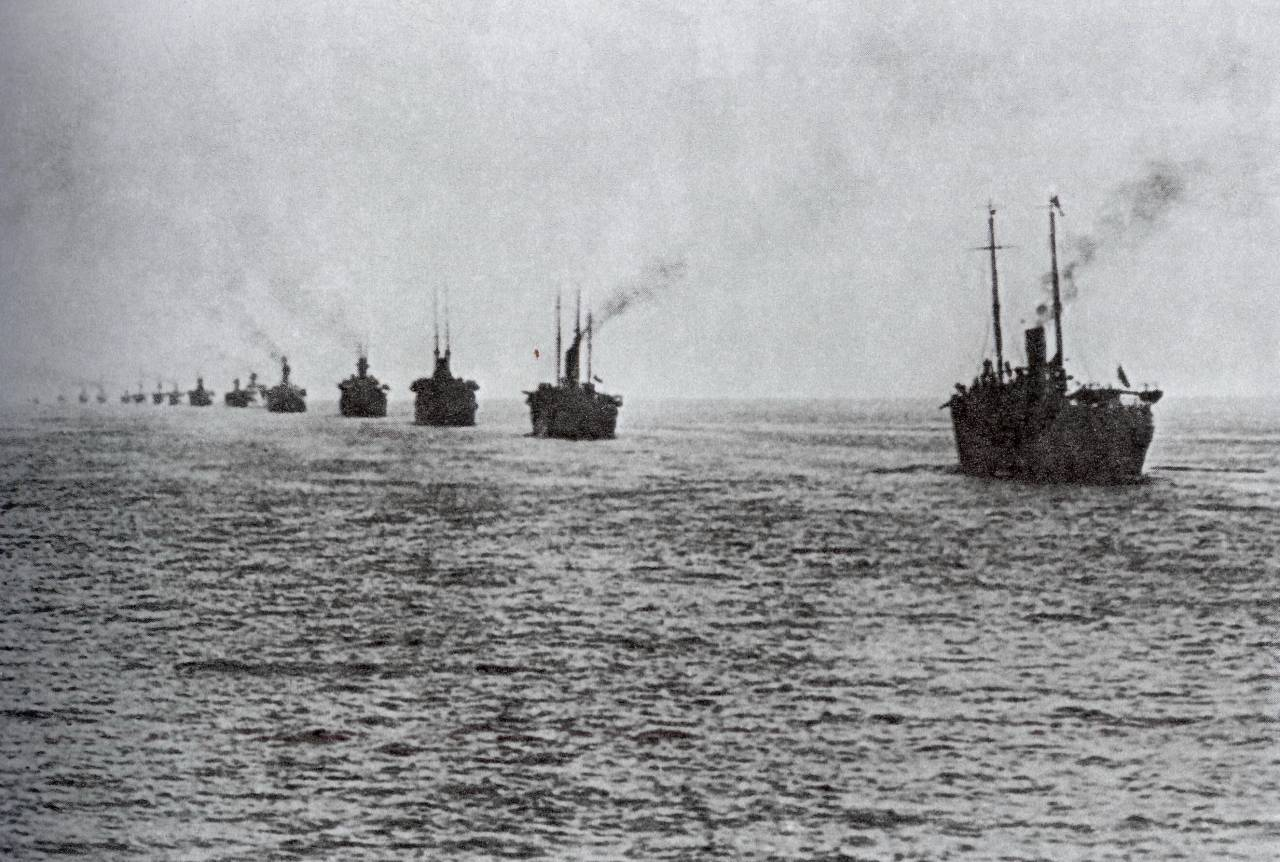
Эвакуация Русской армии из Крыма. Ноябрь 1920

Следующей и во многом завершающей волной переселения стала эвакуация армии Врангеля из Крыма. В ноябре 1920 года на Босфоре сосредоточилось 126 судов, на которых находилось около 100 тысяч военных чинов и 50 тысяч гражданского населения, в том числе 20 тысяч женщин и 7 тысяч детей. Из Крыма было эвакуировано более 6 тысяч раненых.
Согласно договору Главнокомандующего с верховным комиссаром Франции на Юге России графом де Мартелем все лица, эвакуированные из Крыма, поступали под покровительство Французской республики. Взамен правительство Франции брало в залог русский тоннаж. Из числа эвакуированных около шестидесяти тысяч были чины Русской армии, которые были определены в особые лагеря с сохранением военной организации и с оставлением и сохранением части оружия.
По прибытии в Константинополь барон Врангель поставил перед собой следующие задачи: обеспечить всех покинувших Крым людей кровом и пищей, оказать им медицинскую помощь, сохранить боеспособность Русской армии и в дальнейшем перевести её в дружественные славянские страны.
Основной воинский контингент был определен в четырех лагерях: в Галлиполи под начальством генерала от инфантерии Кутепова, в Чаталджи под начальством генерал-лейтенанта Абрамова, на острове Лемнос под начальством генерал-лейтенанта Фостикова и в Безерте под начальством вице-адмирала Кедрова, куда была направлена Русская эскадра и морской кадетский корпус.

## Белое казачество в Югославии

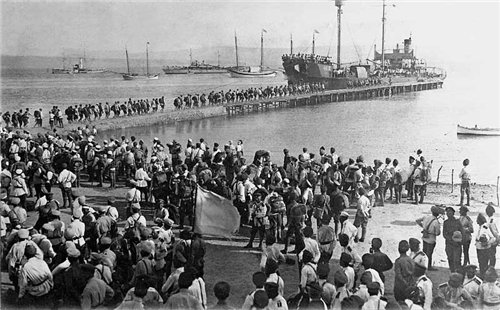
Отъезд первого эшелона кавалерии из лагеря в Галлиполи в Сербию

В 1923 году количество казаков в Королевстве cербов, хорватов и cловенцев оценивалось примерно в 5000 человек, из которых примерно 3500 были выходцами с Кубани.
В мае 1921 года началась переправа казаков из Галлиполи в Болгарию и Сербию. 
В первом эшелоне, через Салоники и сербский пограничный пункт Гевгели, 1 июля 1921 года прибыли саперные полки Донского и Кубанского корпуса (вместе с полком Первого армейского корпуса, всего 4000 бойцов). Они были причислены к штату Министерства строительства и направлены на постройку стратегических дорог: Вранье–Босилеград (впоследствии эта дорога стала называться «Русский путь»); Гостивар–Дебар, Косовска–Митровица–Рашка, Штип–Кочане. С 1926 года эшелон казаков получил работу на шахтах пирита в окрестностях города Доньи-Милановац, на руднике «Кленовик» возле города Пожаревац, затем работал на стройках железных дорог Кральево–Рашка и Мала-Крсна–Топчидер. Донские казаки строили железные дороги в Бихаче, Босанска-Крупе, а позднее, вместе с кубанскими – железную дорогу Ормож–Лютомер–Птуй (в Словении).
Во втором транспорте 9 июля 1921 года прибыли основные части Кубанской казачьей дивизии, чины Генерального штаба и Гвардейский дивизион ген. Врангеля (состояла из 80-ти гвардейцев – донских казаков и по одному эскадрону кубанских и терских). Запорожский казачий эскадрон при 3-м полку Кубанской дивизии прокладывал железную дорогу Ниш–Княжевац, эскадроны кубанцев-гвардейцев собирали трофеи на полигонах битв Первой мировой войны вблизи города Битоль и некоторое время служили в составе пограничных войск страны. После завершения постройки железной дороги в Словении Гвардейский дивизион кубанцев (около 250 казаков) в 1924 году переехал на постоянное жительство в северные области страны в города областей Бараня и Славония. На новом месте переселенцы, полным составом поступив на службу к барону Виктору Гутману на сахарный завод имения Браньино-Брдо близ города Бели-Манастир, на лесозаготовки в Белище и в известное государственное имение «Белье».
8 декабря 1921 года через Салоники в Сербию уехали Николаевское кавалерийское училище, часть Технического полка, к тому времени переформированного в батальон, и передвижной отряд Красного Креста. А 15 декабря на борт парохода «Ак-Дениз» был погружен последний эшелон, с которым в Болгарию выезжал командир корпуса со штабом. В Галлиполи в ожидании отправки в Сербию и Венгрию оставались часть Технического батальона и учебно-офицерский кавалерийский полк, сведенные в «Отряд Русской армии в Галлиполи» под командованием генерал-майора З. А. Мартынова.
Окончился период пребывания Русской Армии в Галлиполи отъездом 6 мая 1923 года «последних галлиполийцев» из отряда генерала Мартынова в Сербию, где они стали дорожными рабочими в городе Кралево.
В 1921 году казаками в Королевстве СХС стали создаваться объединения (землячества), получившие названия станиц и хуторов. Одной из самых крупных была Белградская общеказачья станица имени Петра Краснова, основанная в декабре 1921 г. и насчитывавшая 200 человек. Примечательна была станица Есауловская в селе Томашевац (атаман В. А. Алферов). В станицах объединялось казачье население, проживающее в одном или в близлежащих населенных пунктах. В новых станицах казакам вместе легче было сохранить культуру, традиции; опираясь на взаимопомощь, имея свои бюро по трудоустройству, казаки быстрее решали материальные проблемы. Общими силами отстаивали свои интересы. Станичные общества заботились о больных, стариках и детях. В каждой станице существовали свои школы, курсы, ремесленные мастерские. Казаки вместе учились, вместе отмечали религиозные и войсковые праздники.
Как правило, казаки держались вместе: например, в Воеводине возникло около 30 поселений – станиц, хуторов, куреней. В сопредельных с другими государствами районах казаки несли пограничную службу, но в основном занимались ремесленничеством, сельским хозяйством, коневодством, часто устраивали соревнования и джигитовки. В Югославии выходили книги по истории казачества, издавались казачьи газеты.

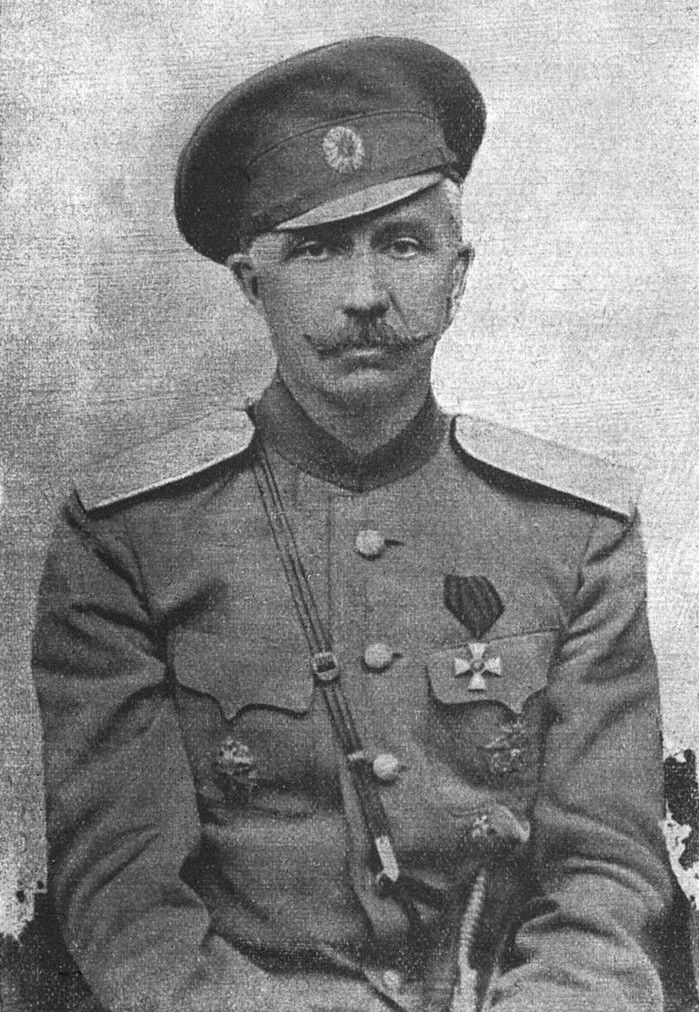
Атаман Краснов

Осенью 1921 года бывший Донской атаман генерал П.Н. Краснов обратился к казакам-беженцам с призывом организовать станицы и хутора с названиями, соответствующими месту жительства. Казаки довольно живо отреагировали на это предложение, почувствовав, что возрождение их привычной административной организации облегчит борьбу за существование. Донской атаман генерал А.П. Богаевский, видя в Краснове своего соперника, поначалу не поддержал эту идею. Но, увидев, что казаки, прежде всего в Королевстве СХС, принялись дружно переименовывать свои колонии в хутора и станицы, а также выбирать хуторских и станичных атаманов, в декабре 1921 года он своим приказом придал этому законную основу. Дабы укрепить своё положение "первого среди равных" войсковых атаманов, он разрешил принимать в донские хутора и станицы кубанцев, терцев и астраханцев.
Штаб Русской армии генерала П.Н. Врангеля и командование казачьих частей приложили немало усилий для организации в хуторах и станицах военных ячеек, дабы казаки не теряли связи с частями.
Поскольку, однако, казаки в поисках заработка продолжали активно перемещаться с места на место, распыление казачьих частей, в отличие от регулярных, шло по нарастающей. В этой ситуации Богаевский первостепенное внимание уделял организации строгого учета казаков станичными атаманами. Тем самым он пытался сохранить в своем подчинении хотя бы подобие воинской силы, состоящей из казаков, покинувших свои части, но сплоченных в чисто казачьи организации.
С казаками в Королевство СХС прибыло и несколько сотен калмыков из донских степей. Они были направлены на шахты в городе Сень, где строили дорогу, позднее большинство переехало в Мали-Мокри-Луг (тогдашний пригород Белграда), другие группы уехали в банатскую деревню Црепая и в город Парачин, где они поступили на суконный завод. Председателем калмыцкой колонии в Сербии был полковник Абуша Алексеев (1883–1948). В 1929 году эта этническая общность построила свой буддистский храм, единственный в Европе, и в эмиграции сохранила свою монолитность. В 1942 году почти все белградские калмыки перебрались в банатскую деревню Дебеляча, а оттуда в сентябре 1944 года по железной дороге эвакуировались на запад.
1920-е годы отличаются миграциями русских беженцев из Королевства СХС в промышленно развитые страны Европы, прежде всего во Францию и Бельгию. Самое многочисленное и известное переселение казаков последовало в мае 1929 года в Перу. Несколько сот казаков, преимущественно кубанских, уехало под предводительством генерал-майора Ивана Диомидовича Павличенко. Из Нови-Сада он увез свою группу казаков-джигитов, вместе с духовым оркестром и танцовщиками.
До 1941 года Сербия являлась центром Кубанского и Терского казачества на чужбине. Предводителями кубанских казаков в Сербии был генерал Науменко, а терских — атаман Вдовенко. Предводитель донских казаков Богаевский еще в 1923 году перебрался в Париж. Из-за участия казаков в войне на стороне Германии и перехода Югославии под контроль коммунистов многие предводители казачества либо эмигрировали дальше на Запад (Науменко), либо были выданы советским властям и репрессированы (Вдовенко, Соломахин). Впрочем, некоторая часть казаков продолжила жить в Югославии и после войны.

## Белое казачество в других странах

### В Албании
В 1924 году в Албании произошел государственный переворот Ахмета Зогу, в котором активное участие принимали казаки и другие эмигранты из России. В 1926 году русская гвардия албанского правителя была расформирована, однако солдатам этого подразделения гарантировалась пожизненная пенсия. Лишь после захвата Албании Италией в 1939 году, казаки вернулись в Сербию и присоединились к частям Краснова. Таким образом, полноценная община в Албании не была сформирована. 

### В Болгарии

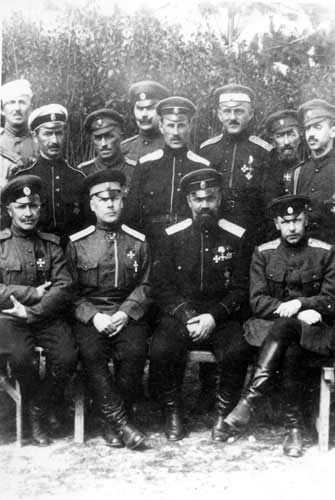
Белые эмигранты в Болгарии

Донское правительство в изгнании 10—11 сентября 1922 года в Софии провело совещание станичных атаманов, с целью выработки мер, препятствующих возвращению казаков на Родину. В числе прочих на совещании было принято решение об открытии для казаков сети столовых. Прибывшему из Парижа на съезд донскому писателю Харламову было предложено редактировать газету «Казачьи думы» (1922–1924). В ноябре 1921 года донские казаки составляли большинство русских беженцев в Болгарии.
В Болгарии к концу 1920-х годов насчитывалось не более 10 станиц (Бургасская, Софийская, Усть-Ломская и другие). Одной из самых многочисленных была Калединская в Анхиало (атаман — полковник М.И. Караваев), образованная в 1921 году, где проживали 130 человек. Уже через десять лет в ней осталось только 20 человек, причем 30 уехало в Советскую Россию. Другим примером уменьшения численности казаков в стране может служить Бургасская казачья станица, образованная в 1922 году. Если на момент образования в ней жили около 200 человек, то к концу 1920-х годов она насчитывала также не более 20 человек, причем половина из первоначального состава вернулась домой.
Общественная жизнь казачьих станиц и хуторов в Болгарии состояла в помощи нуждающимся и инвалидам, а также в проведении военных и традиционных казачьих праздников.
Среди казаков в Болгарии была значительно развита и культурная жизнь. Софийская общеказачья станица состояла, в свою очередь, из хуторов: студенческого, инвалидного, донского, терского и кубанского, насчитывая в своих рядах около 180 казаков. Культурно-образовательная жизнь станицы была одним из приоритетов. Казаки Софийской станицы регулярно организовывали лекции, собрания, встречи, концерты. Проходили они в специально организованных для этих целей библиотеках-читальнях. Желающие могли получить интересующую их литературу. В Болгарии восстановили свою работу и несколько кубанских школ и училищ, в которых обучались дети казаков и эмигрантов из России. Позднее, в связи с требованиями болгарской стороны к унификации образовательных программ, они были преобразованы в сельскохозяйственные училища. В Болгарии, ввиду отсутствия подобных Сербии правительственных дотаций и принимая во внимание большое количество детей школьного возраста, армейские части за свой счет содержали гимназию на 150 детей (преимущественно сирот), и интернат для 60 детей в Варне.
Лидер казаков в Болгарии Кутепов жил в 1921–1922 гг. в Велико-Тырново, где был расположен штаб корпуса, много ездил по стране с инспекциями отдельных воинских частей. Позже, в связи с обвинениями врангелевских офицеров в заговоре против земледельческого правительства А. Стамболийского его выслали из страны.

### В Греции
В Греции казаками была создана Пирейская станица. Они не консолидировались в определенном месте, а изучая язык, ремесла и организовав собственное дело, многие казаки разъехались по всей стране. Те же, кто остался в Пирее, объединились под руководством есаула М.А. Голубова в казачью группу, которая к концу 1920-х годов стала увеличиваться, но не смогла оформиться в станицу. Многие казаки, прежде всего офицеры, смогли найти работу по востребованным и квалифицированным специальностям: инженерами, механиками, чертежниками, землемерами, врачами. Рядовые казаки занимались в основном торговлей, а также служили инструкторами верховой езды в греческой армии.